# Tatai fazekasság
A tatai fazekasság meghatározó szerepet játszik Tata ipari és kulturális életében a 18. századtól kezdve.

## A fazekas céh története
Messzi századokba vezet vissza néhány tatai edény alakja, színe, megmunkálása. A vörös földdel bedörzsölt, később festett tatai korsók nagy hasonlóságot mutatnak a középkori és a pannóniai korsókkal. Ezek összehasonlító vizsgálata a régészek feladata lesz.
Az 1700-as évek közepétől a két földesúri mezőváros, Tata és Tóváros életében jelentős szerepe volt a megalakult céheknek. A 17. század végére céhbe tömörültek már a mészárosok, nyergesek és szíjgyártók, szűcsök, vargák és a tímárok. A 18. század második feléig huszonöt mesterség kapott céhszabadalmat, közöttük a fazekasok is.
A tatai fazekasok 1722-ben a Komárom város „fekete-míves” és „mázas-míves” fazekasainak 1718-as céhlevelét vették át, és e szabályzat szerint éltek az Ipartestület 1872-ben történt megalakulásáig. A céhláda 1722-ben készült. A céh pecsétnyomójának felirata: „Tata Városi nemes fazekas Céh pecsétje 1722.” A céh 1770-től vezetett jegyzőkönyveit röviden, rendesen vezették. A jegyzőkönyvek egy része fennmaradt, és a tatai Kuny Domokos Múzeum helytörténeti adattárában megtalálhatóak.
A céh életének első évtizedeiben elsősorban fekete edényt készítettek, és ezt 1748-ban és 1772-ben is rögzítették szabályzatukban. A fekete edény készítését erősítette meg Robert Townson angol tudós, aki 1793-ban ellátogatott Tatára. Naplójában leírta, hogy – „igen nagy mennyiségben fekete cserépedényt állítanak elő.”
A tatai fazekasok az 1800-as évek elejétől egyre több mázas edényt készítettek. Ennek elsősorban az volt az oka, hogy a csákvári fazekasok tűzálló fazekakkal és mázas edényekkel jelentek meg a dunántúli vásárokon. Ugyanakkor elterjedt a tatai fabrikában 1758-tól készített fehér fajansz edény. A tatai fazekasok a fekete edényeikkel a szebb és használhatóbb csákvári mázas, illetve a tatai fajansz edényekkel nem vehették fel a versenyt. Egyre többször előfordult, hogy kocsi számra vitték haza a vásárokról eladatlan portékájukat.
Ilyen előzmények után a tatai fekete edény az 1820-as évekre teljesen eltűnt, nem készítették tovább a tatai fazekasok. Egyre nagyobb számban váltották fel a fekete edényt a fehér alapon kék, zöld mintás tányérok, tálak valamint a zöld színű köcsögök és boroskancsók. Az első edényeken még előfordult a sárga és a barna szín is, de ezeket fokozatosan elhagyták, és megmaradt a kék és a zöld. Az írókával készített finom mintájú tatai kerámia így kialakult stílusa nem kapcsolódik más fazekas-központ stílusához, az országban egyedülálló.
Csákvár, mint fazekas-központ után, a fazekas mesterek száma szerint a Dunántúlon Tata következett 96 mesterével.
Tatán az agyagbányákban csak a „sárga”, nem tűzálló agyagot bányásztak. Ezért 19. század végén a fazekasok, ha fazekat, kacsa- és tarkedli-sütő edényeket akartak készíteni, akkor összeálltak és vagonban Magyarszombatfáról hozattak tűzálló agyagot. Ez a gyakorlat az első világháború után megszűnt.

## A fazekasok élete és remekeik
Tatán a fazekasok négy utcában – Fazekas utca, Temető utca (ma Eötvös u.), Tanoda tér és Hullám utca – laktak.
A tatai fazekas, ha igazi mester volt, akkor tálat, korsót egyaránt tudott készíteni, de sohasem írókázott. Ez a tarkázó-asszonyok feladata volt. Ők őrizték meg és adták tovább a tatai cserépedények kék és zöld, hetvenkét mintából álló, írókás díszítését. A női kezeken jöttek létre és variálódtak ezek az apró, hímzésben is megtalálható minták.
A fazekasoknak az Ipartestület megalakulása után iparengedélyt kellett kiváltani. Nem mindegyik fazekasnak volt Tatán iparengedélye és saját műhelye. Ők az iparral rendelkező fazekasoknál bérmunkát végeztek, s őket százszámosoknak hívták. Száz edényt készítettek el, s ezért kaptak öt pengőt. A valóságban nem százat, hanem száztízet készítettek, tízet a törésre. A százszámosok vagy tányért, vagy köcsögöt készítettek, mindkettőt nem.
Felekezet szerint két csoportra oszlottak a tatai fazekasok. A fazekasok és a kályhások reformátusok zömében, a műhellyel nem rendelkező százszámosok és apró edényt készítők katolikusok voltak.
Érdemes megemlíteni, a tatai fazekasok által készített néhány ritka és kiemelkedő nagyságú tárgyat. Az 1820-as évekből egyre több emlék maradt fenn.
A század második felében megszaporodtak az évszámmal megjelölt korsók, bödönök, fazekak. Az egyik legfontosabb emlék a tatai Kuny Domokos Múzeumban őrzött 1873-ban készült, magyar címerrel ellátott 62 cm magas, kívül máz nélkül, belül sárga mázas fazék. Remekmunkának készült. A másik, egy „zsírosbödön”, 76 cm magas, kívül pitykés díszítéssel festés nélkül, belül mázzal beöntve. Remeknek készült Mészáros Endre műhelyében 1910 körül.
A múzeum tulajdonában van a tatai fazekas céh 32 cm magas fehérmázas, zöld és kék levelekkel díszített korsója. Felirata: „Ez a Korsó Készült Az érdemes fazi kas céhnek 1865. évében. Készítette Károli Sándor. A kiiszik belőle váljon egészségére vivát Éljünk.”
Kevéssé ismert a Körmendy János által 1890-ben készített, s a család tulajdonában levő 73 cm magas, zöld és kék mintákkal díszített korsó, mely az 1896. évi millenniumi kiállításon arany érmet nyert.
A közönséges használati edényekre, fazekakra, tejes köcsögökre általában nem tettek feliratot. A nagyobb tálakon, korsókon, boroskancsókon esetleg évszámot és a készítő mester nevét találjuk. Ez a gyakorlat a 20. század elejétől vált általánossá.
A 20. század elejéig visszanyúló hagyományt – a mázas kék és zöld díszítésű tálakat, tányérokat és a zöldmázas, platos boroskancsókat – a két világháború között dolgozó öt mester megőrizte. Az ő műhelyükben készültek továbbra is a határ- korsók, katlanfedők, az ecsettel húzott kunyhós, kígyós mintával. Legtovább készített hagyományos formájú és mintázatú edényeket a környék parasztsága számára id. Csiszár József és fia, József. 1978-ban id. Csiszár József a Népművészet Mestere lett.

## Az edények készítésének időszakai
A fazekasok jól tudták, hogy mikor milyen edényt keresnek jobban a kereskedők és a vevők a piacon:
- Tavasszal elsősorban virágcserepeket, csirkeitatót, virágcserépaljakat vásároltak.
- Nyáron köcsögöket, határi-korsót, játékokat lehetett jobban eladni.
- Ősszel keresettek voltak a lekvárfőző lábasok, lekváros fazekak, fületlen lekváros köcsögök, temetőbe való virágcserepek.
- Télen sok tálat vettek a disznóöléshez, tányérokat a kocsonyához, boroskancsókat a pincébe és pótlását annak, amilyen edény az év folyamán összetörött.

Az edények eladása az első világháborúig a fazekas házánál történt. A nagykereskedők tavasszal megrendelték, és négyszer jöttek egy évben az elkészített edényért.
A kiskereskedők elvitték az edényt, s amikor eladták, akkor fizették ki az árát. Az elvitelkor elismervényt írtak alá két példányban az elvitt edényekről.
A hibás edényeket a cigányasszonyok vitték el. A fazekas a hibás edényeket egy rakásba rakta, s egy összegben megmondta az edények árát. A nagyon hibásakat a fazekas a közeli bányába dobta

## Atataiedény elterjedése az országban, vásárkörzetek
A tatai fazekasok csak az első világháború után kezdtek eljárni vásárokra, búcsúkra. Mórra az áprilisi és a novemberi vásárra mentek. Szőlőtermő vidék, ezért a korsókat és a boroskancsókat vették. Kisbéren tavasszal itató, köcsög fogyott, aratáskor a határi-korsó. Császáron a nagy mázas köcsögöket és a nagy fazekakat keresték. Főleg három literes „komafazekakat”. Tarjánban a húsvét utáni és a hordási vásárra mentek árulni. Keresett edény volt a tejes köcsög, a határi-korsó, a kuglófsütő és a szentelt víz tartó. Kuglófsütőből a legnagyobbat vették.
A bicskei, a nagyigmándi és a kisbéri vásárokon a csákvári fazekasokkal árultak együtt. A csákváriak olcsóbban adták az edényt, főleg a tűzállókat.
A tatai fazekasok a kocsi, péliföldszentkereszti és a vértessomlói búcsúkra jártak. Kocson a cserépcsengőnek volt nagy keletje. Péliföldszentkereszten a kis korsókat vették, és a szentelt kútból ezekben a korsókban vitték haza a szentelt vizet. Vértessomlón a kis korsók és a játékedények fogytak.
A tatai hetipiacon a fazekas kétszer – szerdán és szombaton – árult edényeket. A két világháború között a fazekasok a tóvárosi hetipiacra is eljártak.
A tatai fazekas-központnak kiterjedt vásárkörzete volt. Eljutott a tatai edény Komárom vármegye határain túl a Csallóközbe, a Duna–Tisza közére, Budapestre és a bakonyi községekbe is. Több falunál érintkeztek a csákvári fazekas-központtal, főleg délen Fejér vármegye határán és Bicskénél. A tatai edény elterjedését bizonyítja a Magyar Nemzeti Múzeumban, a Duna Menti Múzeumban (Komárom), valamint a balassagyarmati, komáromi, esztergomi, győri, pápai, székesfehérvári, váci, veszprémi és zirci múzeumokban összegyűjtött és kiállított nagyszámú cserépedény.

## Külső hivatkozás
- / Magyar néprajzi lexikon